# Morolica
Morolica est une municipalité du Honduras, située dans le département de Choluteca.

## Villages
La municipalité de Morolica, comprend les 5 villages suivants :
- Agualcaguaire
- La Enea
- San Marquitos
- Cerco de Piedra
- El Potrero

## Source de la traduction
- (en)/(es) Cet article est partiellement ou en totalité issu des articles intitulés en anglais « Morolica » (voir la liste des auteurs) et en espagnol « Morolica » (voir la liste des auteurs).